# Municipio de San Pedro Yeloixtlahuaca
El municipio de San Pedro Yeloixtlahuaca es un municipio al sur del estado de Puebla, forma parte del Valle de Acatlán en la Mixteca Baja Poblana. Su cabecera es la localidad de San Pedro Yeloixtlahuaca.
Sus coordenadas geográficas son los paralelos 17°59′30″ y 18° 07'18 de latitud norte y los meridianos 97°58′0″ y 98° 06'36 de longitud occidental. 
Tiene una superficie de 174.890 kilómetros cuadrados que lo ubica en el lugar 81 con respecto a los demás municipios en el Estado de Puebla.
El municipio colinda al norte con los municipios de Acatlán y San Pablo Anicano, al sur con el estado de Oaxaca al oeste colinda con el municipio de Guadalupe y al este colinda con el municipio de Petlalcingo y  el municipio de Chila.
Distancia a la ciudad de Puebla: 162 km por carretera y 103 km lineales. 
En 1984 se constituyó como el Municipio 141 del Estado de Puebla.

## Toponimia
Su nombre es de origen náhuatl que proviene de las palabras "Yetl": Tabaco, "Lotl" expresión de cualidad o propiedad; "ixtlahuatl", significa "Lugar de la Llanura, lleno de tabaco o que tiene tabacal", aunque hay una discusión si Yelt podría significar también Frijol.

## Historia
Los asentamientos popolacas y nahuas, dieron origen a la fundación en la época prehispánica de la población de Yeloixtlahuacan.
Perteneció a Acatlán de Osorio hasta el 2 de febrero de 1984 cuando se constituye como municipio libre. 
La cabecera municipal es la comunidad de San Pedro Yeloixtlahuaca.
Según lo publicado el 5 de julio de 1880 en la Constitución Política del Estado Libre y Soberano de Puebla, San Pedro Yeloixtlahuaca se formaba con el pueblo del mismo nombre, el de Guadalupe hoy Guadalupe Santa Ana y los ranchos de Álamo Cuaxilote hoy San José Álamo e Ixcaquiopan hoy San José Agua Zarca.
El 27 de diciembre de 1927 San Pedro Yeloixtlahuaca se consigna como municipio del Estado de Puebla.
El 25 de abril de 1922 se segrega de San Pedro Yeloixtlahuaca, que en ese momento pertenecía a Acatlán de Osorio el pueblo de Guadalupe para que este último se erigiera como municipio.
El Templo parroquial dedicado a San Pedro Apóstol data del siglo XVI, se encuentra ubicado en la cabecera municipal. Calixro García cura de Acatlán, bendijo la primera piedra.
Es aproximadamente en 1890 que fue erigida parroquia y su primer párroco fue Catalino V. Álvarez. El Archivo parroquial cuenta con documentación desde Mediados del siglo XIX, la más antigua es de 1867.

## Geografía física

### Localización
El municipio de San Pedro Yeloixtlahuaca, se localiza en la parte sur del estado de Puebla, forma parte del Valle de Acatlán.
La cabecera municipal es San Pedro Yeloixtlahuaca.

### Extensión
Tiene una superficie de 164.59 kilómetros cuadrados que lo ubica en el lugar 81 con respecto a los demás municipios del Estado.

### Orografía
El Municipio se localiza dentro de la región morfológica de la Sierra Mixteca Baja que constituye el anticlinal meridional del sinclinal que forma parte del valle de Acatlán El relieve del municipio muestra una topografía bastante irregular con un declive sur-norte , con discontinuidades tales como cerros aislados y sierras pequeñas, destacan los cerros: el Chivato, la Magueyera, Coralillo, Matlatepeque y Loma la Pelada y el cerro Verde en el extremo Sur.
La altura del municipio oscila entre 1000 y 1800 metros sobre el nivel del mar.

### Hidrografía
El principal río con que cuenta es el Petlalcingo, que baña el norte por más de 12 kilómetros, sirviendo en un tramo como límite con Acatlán; continúa con el valle y se une al río Acatlán, tributario del Mixteco, uno de los principales afluentes del Atoyac.

## Gastronomía
Entre los principales alimentos típicos del municipio podemos encontrar: el mole poblano y el pipían verde, además del pozole, tamales, las tostadas, el chilate, los frijoles quebrados, etc.

## Clima
En el Municipio se identifican tres climas: 

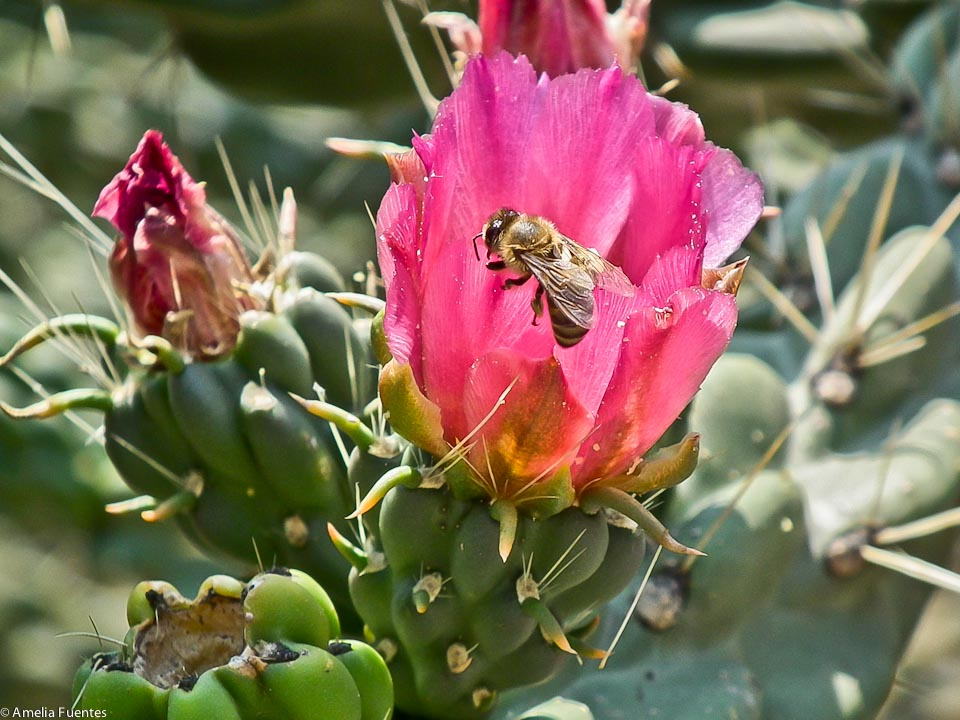
Clima cálido Semiseco.

Clima cálido semiseco, se presenta en el occidente del municipio. 
Clima cálido subhúmedo, con lluvias en verano, se presenta al centro del municipio. 
Clima semicálido, con lluvias en verano, se identifican en el extremo sudeste del municipio.
Principales Ecosistemas
La mayor parte del municipio está cubierta por selva baja caducifolia asociada a la vegetación secundaria arbustiva y arbórea que poco a poco ha desmontada, para incorporarla a la actividad agropecuaria, así se han implementado zonas de Agricultura de temporal, donde se cultiva maíz y cacahuate, así como pastizales donde existe ganado caprino. 

## Actividad económica
Agricultura

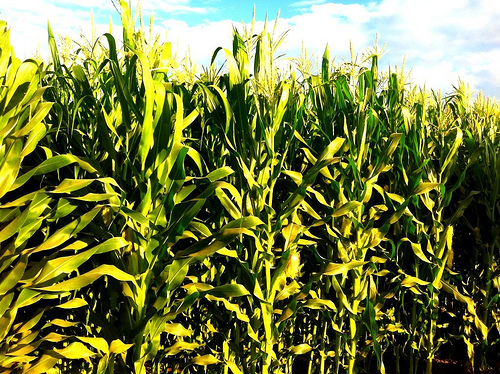
Siembra de maíz. San Pedro Yeloixtlahuaca.

El municipio produce principalmente granos como maíz, frijol y cacahuate; en cuanto a las hortalizas se cultiva la calabaza, chile verde, se tiene caña de azúcar, mango, pitaya, ciruela, aguacate criollo y papaya dentro de la fruticultura.
Es uno de los municipios donde se da la Pitaya, ampliamente reconocida por su sabor en toda la región.
Actualmente la llegada de nuevos sistemas adecuados a la escasez de Agua han permitido que haya cultivo por invernadero o goteo.
Ganadería
Con lo que respecta a esta actividad, el municipio cuenta con ganado caprino, bovino, asnal, vacuno y gran variedad de aves.

Industria
Dentro de la industria manufacturera el municipio cuenta con fabricación de ropa para dama, panaderías, molinos de nixtamal y sastrerías, fábricas de ladrillos, purificadoras, etc.
Comercio
En la cabecera del municipio se observa un comercio diversificado, en su mayor parte la población se surte en establecimientos comerciales como: abarrotes y misceláneas, frutas y legumbres, papelerías, ferreterías, materiales para la construcción, entre otros.
Además se cuenta ya con un mercado municipal, verdulerías y puestos ambulantes.
Servicios
Establecimientos que ofrecen servicios tales como: fondas para la preparación de alimentos, talleres de reparación de automóviles, talleres de reparación de bicicletas, así como farmacias, y tortillerías, pizzerías, café internet, lavandería, casa de cambio, tienda de artículos para el hogar, telefonía, papelerías, tlapalerías, taquerías, fuente de sodas, florerías, etc.

## Infraestructura social y de comunicaciones
Educación
El municipio cuenta con preescolar en casi todas las comunidades, escuelas primarias, una Secundaria técnica en el centro del municipio, telesecundarias en comunidades más alejadas y un bachillerato. 
Salud

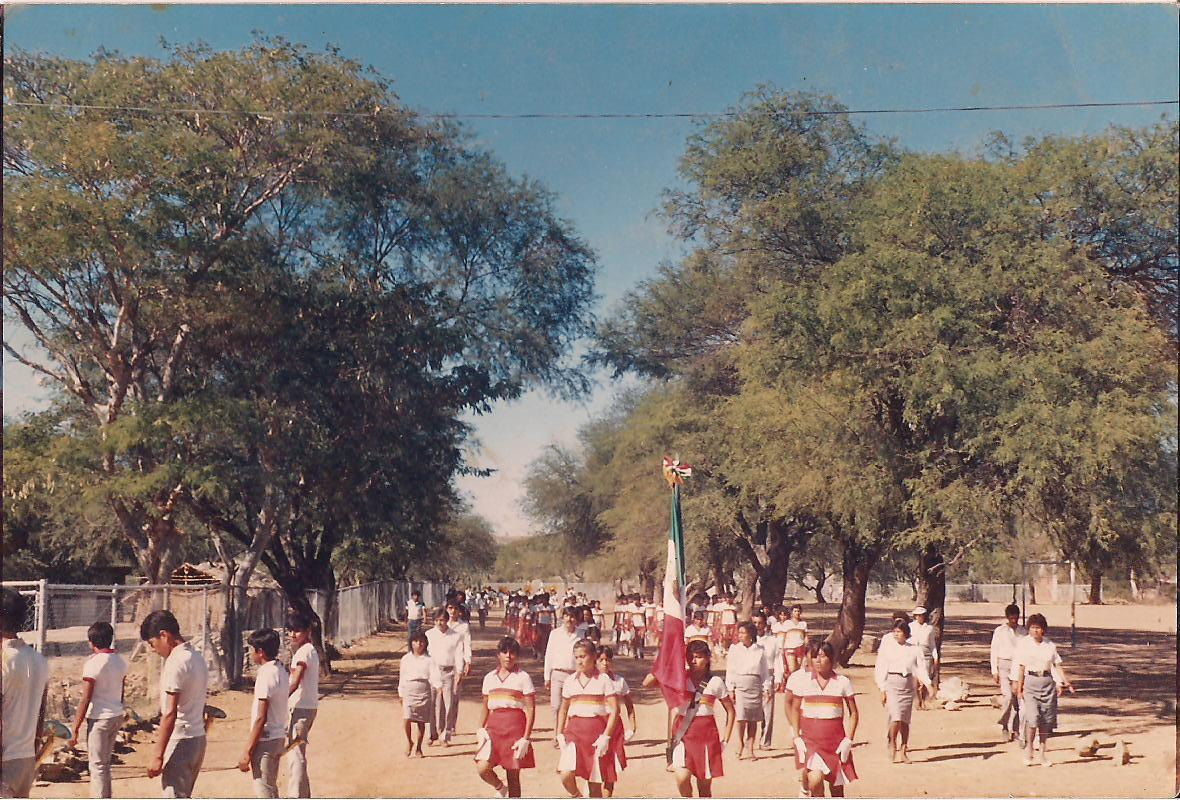
Así eran los desfiles antes del 2000.

La atención que se le presta a la salud en el municipio de San Pedro Yeloixtlahuaca, tiene una cobertura descentralizada de 3,100 usuarios de servicios aproximadamente que se proporciona a través de una clínica del IMSS, atendido por un médico y una enfermera en forma permanente, en cada comunidad existe una casa de salud. 
Así como también cuenta con servicio médico particular en el centro del municipio.
Abasto
Existen en diferentes comunidades del municipio tiendas CONASUPO, las cuales satisfacen las necesidades de los habitantes del municipio.
Además del nuevo mercado municipal ubicado en la cabecera del municipio.
Deportes

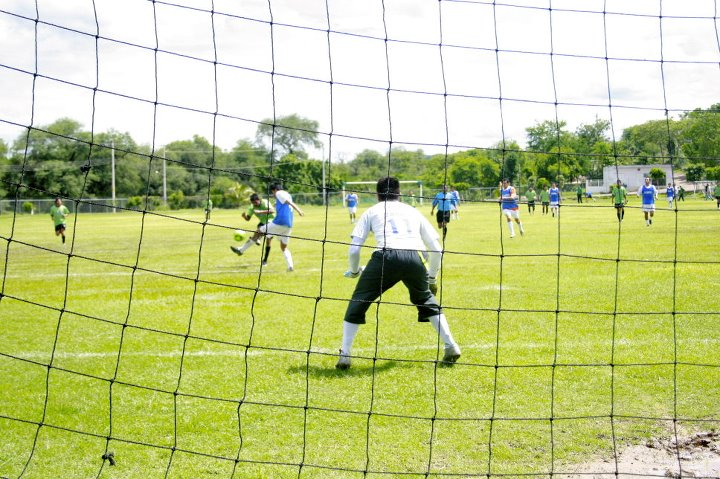
Campo deportivo San Pedro Yeloixtlahuaca

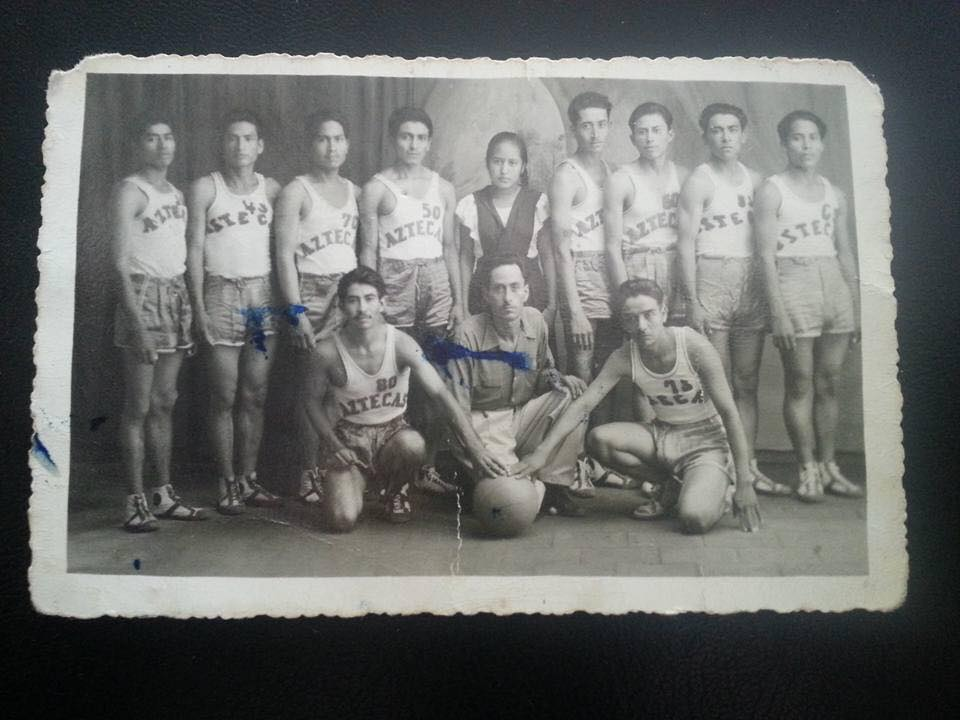
Equipo de Baloncesto Aztecas, San Pedro 1948

En lo que respecta al deporte se cuenta con espacios recreativos de libre acceso al público que cubren la demanda en todas las comunidades del municipio, Centros recreativos, canchas techadas y el campo con pasto natural ubicado en San Pedro centro, donde se lleva a cabo uno de los torneos más grandes de Futbol en toda la región. 
Medios de comunicación
Se cuenta con servicio de Correos de México, teléfono, Internet, recibe la señal de cadenas de televisión y de estaciones de radio estatales y nacionales. 
La cabecera municipal y algunas comunidades aledañas cuentan con señal de teléfono celular gracias a la instalación de una antena de telefonía celular abarcando cerca del 65% del municipio, además de las comunidades vecinas del Municipio de San Pablo Anicano.
Vías de Comunicación

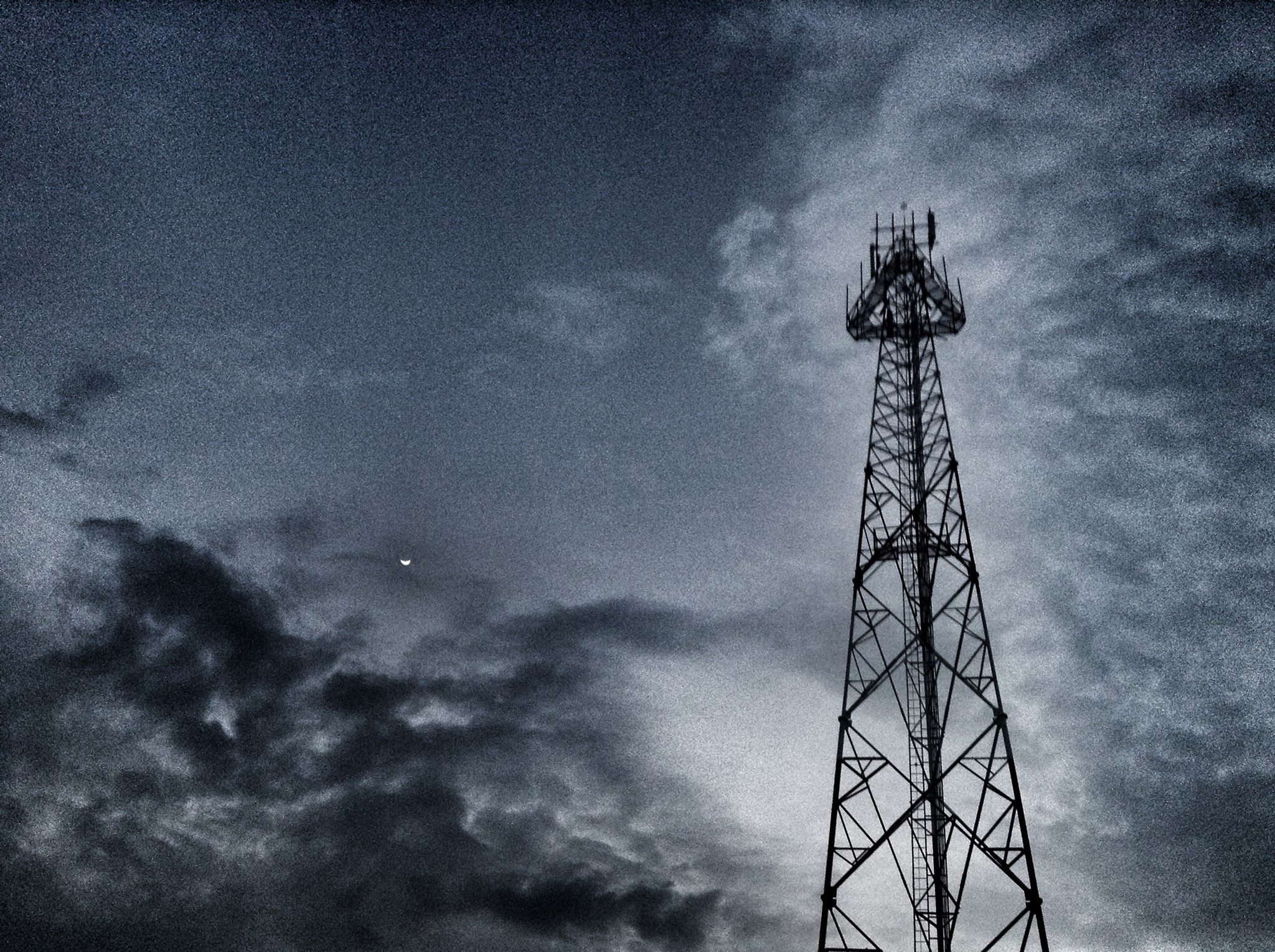
Antena de telefonía celular en San Pedro Yeloixtlahuaca

De la cabecera del municipio parten tres carreteras secundarias; una de ellas se interna en su territorio comunicando a las poblaciones de San José Álamo, San Cristóbal con el centro del municipio, la otra hacia el sur comunica a San Pedro centro con San Isidro Labrador llegando hasta Santa Cruz Mirador, esta última tiene vías terciarias que comunican con municipios o localidades de Oaxaca, la principal vía cruza los límites con Acatlán conectándose con la carretera panamericana federal 190.
Seguridad Publica
El municipio cuenta con un cuerpo de policía municipal.
Hay apoyo por parte de la Guardia Nacional en Operativos Preventivos.

## Fiestas y tradiciones
Fiestas Populares

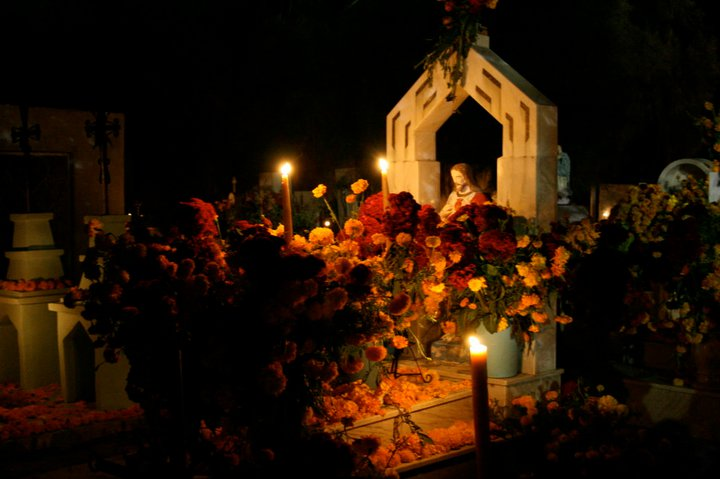
Día de Muertos.San Pedro Y.

El 29 de junio es la fiesta patronal, se celebra con rezos, flores, juegos pirotécnicos, mecánicos y deportivos así como la feria del GOL el torneo de futbol más grande del municipio donde se reúnen equipos de distintas partes del estado e incluso del país, también jaripeo y bandas de música, baile popular, procesiones y danzas de "Tecuanis".
El 19 de marzo es la fiesta patronal de San José Álamo, se celebra con juegos mecánicos, deportivos, rezos, jaripeo y el tradicional baile de feria.
En mayo se celebra en San Isidro a su patrón, se celebra con juegos pirotécnicos, deportivos, bandas de música, baile popular y danzas.
En diciembre, San Cristóbal tiene fiesta, lo celebran con rezos, jaripeo, carreras de caballos, juegos deportivos y el tradicional baile de fin de año.
Tradiciones y Costumbres
Los días 1 y 2 de noviembre, celebración de Todos los Santos y Fieles Difuntos, con ofrendas y adornos florales en el panteón municipal. 
La Semana Santa se conmemora con recogimiento y tradición.

## Gobierno
Principales Localidades
Cuenta con 10 Localidades destacando como las más importantes:
San Pedro Yeloixtlahuaca, San Juan Llano Grande, San Isidro Labrador y San José Álamos.
Caracterización del Ayuntamiento

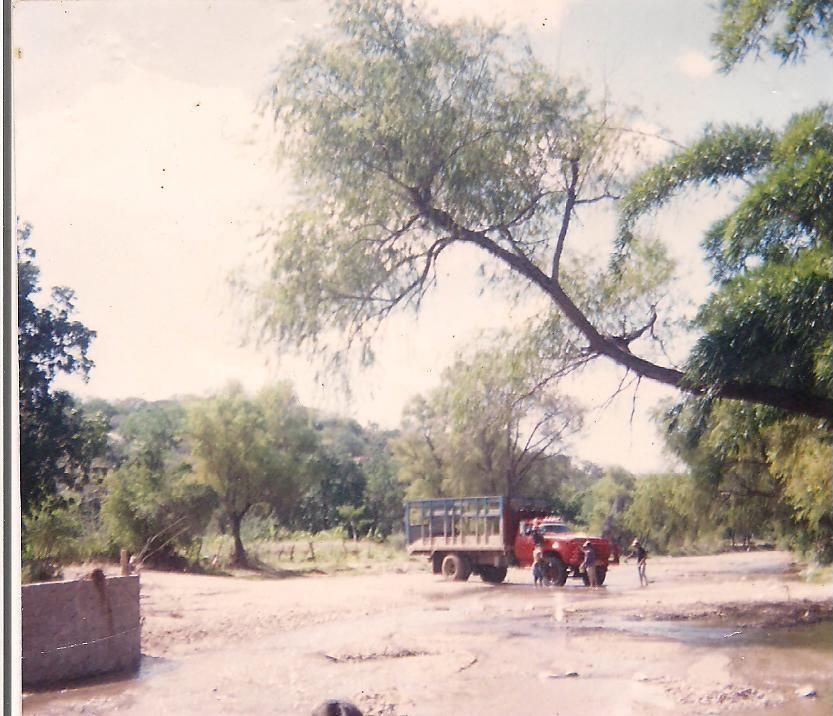
Antes del puente así era el paso hacia Sección tercera y San Isidro.

Cuenta con un Presidente Municipal, un síndico y sus Regidores. Cada uno encargado de su propia comisión permanente.
Regionalización Política
Pertenece a la región socioeconómica número VI de Izúcar de Matamoros, y al distrito local número 12 y al 14 Federal Electoral. Pertenece a la jurisdicción sanitaria número 08 y corde 08 correspondientes a Acatlán. Así como también pertenece al distrito judicial número I, con cabecera en Acatlán.

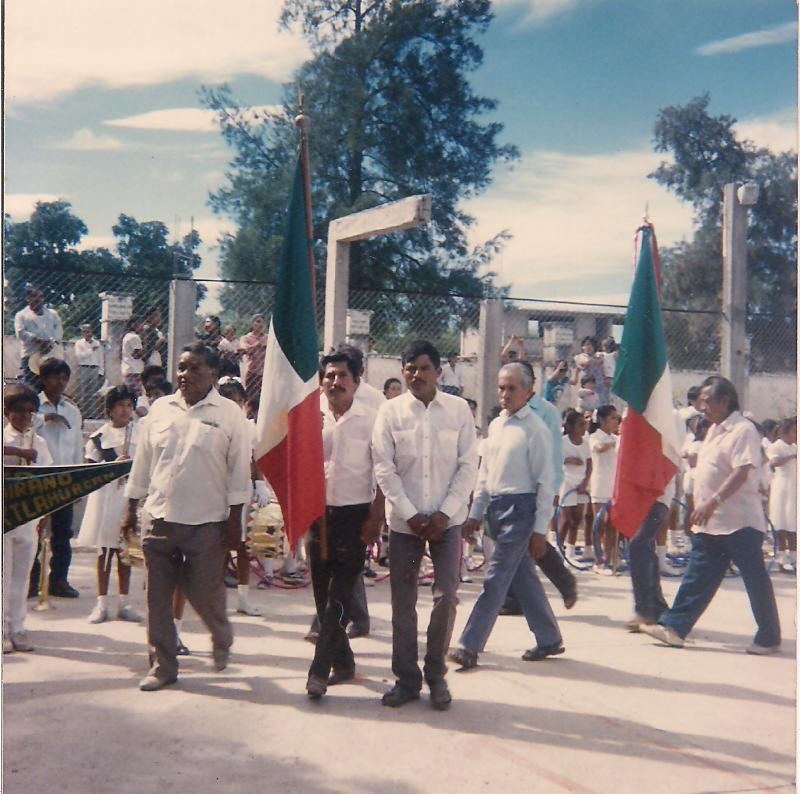
Antes de que se construyera el auditorio municipal

Mujeres en la política del Municipio
Aunque la mayoría de los presidentes municipales han sido hombres, cabe destacar que San Pedro es un municipio abierto en cuanto a la inclusión las mujeres en la política municipal, lo cual se ha visto incrementado en los últimos años.
En el 2018 llegó a gobernar por primera vez en la historia una mujer; la Prof. Irma Martínez Barragán
- En las elecciones de 2014 para presidente municipal, San Pedro contó por primera vez con una candidata a presidente municipal, la profesora Evangelina Enríquez Escamilla.

Presidentes Municipales
- C. Ernesto Solís.	 1939-1942
- C. Telesforo Hernández. 1942-1945
- C. Maurilio Vargas Ambrosio. 1945-1948
- C. Epigmenio Medina Huerta. 1948-1951
- C. Espiridión Pérez.	 1951-1954
- C. Rosendo Ramos.	 1954-1957
- C. Manuel C. Hernández.	 1957-1960
- C. Pedro Martínez Rosas.	 1960-1963
- C. Felipe Velázquez Vidals. 1963-1966
- C. Leobardo Ambrosio Nieto. 1966-1969
- C. Mucio Ambrosio Velazco. 1969-1972
- C. Elías Fuentes Pérez.	 1972-1975
- C. Elías Ramírez Velazco.	 1975-1978
- Prof. Delfino Vargas Velazco. 1978-1981
- Prof. Alberto E. Velazco Vargas 1981-1984
- C. Gil Velázquez Ramírez.	 1984-1987
- C. Rigoberto Escamilla Velázquez.	 1987-1990
- Prof. Fausto Rendón Vargas.	 1990-1993
- Prof. Mariano Reyes Espinosa.	 1993-1996
- Ing. Leonel Barragán Reyes	 1996-1999
- C. René Javier Ambrosio Rojas	 1999-2002
- Prof. Delfino Ramírez Ambrosio	 2002-2005
- C. Atanacio. Jaime Rendón Tapia. 2005-2008
- C. Martin Rafael Martínez Ríos	 2008-2011
- Lic. Pedro Arturo Reyes Vargas	 2011-2014
- C. Orozco Oliverio Espinoza Ambrosio 2014 - 2018
- Prof. Irma Martínez Barragán 2018 - 2021
- Lic. Denis Karina Rosales Méndez 2021-2024

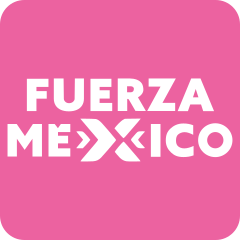